# Larry Parks
Larry Parks, all'anagrafe Samuel Klusman Lawrence Parks (Olathe, 13 dicembre 1914 – Studio City, 13 aprile 1975), è stato un attore statunitense.

## Biografia
Figlio di Nellie Klausman e Frank H. Parks, Larry Parks fece le prime esperienze come attore nella compagnia teatrale dell'Università dell'Illinois (dove studiò per diventare medico), dopodiché lavorò in una compagnia estiva di repertorio. Approdato a Broadway, non riuscì tuttavia ad affermarsi e, alla morte del padre, rinunciò temporaneamente al teatro per accettare un impiego di ispettore alla stazione centrale di New York.
Grazie all'interessamento di John Garfield e di Elia Kazan, conosciuti durante le prime esperienze a Broadway, Parks ebbe l'occasione di ritentare la strada del teatro con la partecipazione al dramma Golden Boy, che gli aprì le porte anche del cinema e gli consentì di sottoscrivere un contratto con la Columbia Pictures, casa produttrice che lo lanciò in commedie brillanti e musical.
Dopo una serie di brevi ruoli non accreditati, la fama giunse nel 1946 con la candidatura all'Oscar come migliore attore protagonista per Al Jolson di Alfred E. Green, in cui Parks impersonò il leggendario attore e cantante statunitense, interprete de Il cantante di jazz (1927). Forte di una vaga rassomiglianza con Jolson, Parks lo interpretò nuovamente tre anni più tardi nel film Non c'è passione più grande (1949), fortunato seguito del precedente.
La carriera cinematografica di Parks subì una grave battuta d'arresto nel 1951, allorquando egli ammise, dinanzi alla Commissione per le attività antiamericane, di essere stato affiliato al Partito comunista tra il 1941 e il 1945, durante il periodo della seconda guerra mondiale. Inserito nella lista nera e costretto a lasciare Hollywood, Parks intraprese piccole tournée in provincia e poi riuscì a girare un paio di film in Europa, l'ultimo dei quali fu Freud - Passioni segrete (1962) di John Huston, nel quale interpretò il ruolo di Joseph Breuer, medico e psichiatra austriaco, precursore delle teorie di Sigmund Freud. Dopo questo film abbandonò progressivamente le scene per dirigere con profitto un'agenzia immobiliare.
Sposato dal 1944 con l'attrice Betty Garrett, nei primi anni sessanta Parks apparve ancora a Broadway in Love and Kisses (1963) e occasionalmente con la moglie in spettacoli a Las Vegas e in tournée teatrali estive. Morì per un attacco cardiaco nel 1975, all'età di 60 anni.

## Filmografia parziale
- Mystery Ship di Lew Landers (1941)
- Harmon of Michigan di Charles Barton (1941)
- The Boogie Man Will Get You, regia di Lew Landers (1942)
- Tutti baciarono la sposa (They All Kissed the Bride), regia di Alexander Hall (1942)
- Non sei mai stata così bella (You Were Never Lovelier), regia di William A. Seiter (1942)
- Rita la rossa (Redhead from Manhattan), regia di Lew Landers (1943)
- Sacrificio supremo (First Comes Courage), regia di Dorothy Arzner (1943)
- Ombre sul mare (Destroyer), regia di William A. Seiter e Ray Enright (1943)
- Contrattacco (Counter-Attack), regia di Zoltán Korda (1945)
- I rinnegati (Renegades), regia di George Sherman (1946)
- Al Jolson (The Jolson Story) di Alfred E. Green (1946)
- Bellezze in cielo (Down to Earth), regia di Alexander Hall (1947)
- Spade insanguinate (The Swordsman) di Joseph H. Lewis (1948)
- La favorita del maresciallo (The Gallant Blade) di Henry Levin (1948)
- Non c'è passione più grande (Jolson Sings Again) di Henry Levin (1949)
- I clienti di mia moglie (Emergency Wedding) di Edward Buzzell (1950)
- Marito per forza (Love Is Better Than Ever), regia di Stanley Donen (1952)
- La grande rapina di Long Island (Tiger by the Tail) di John Gilling (1955)
- Freud, passioni segrete (Freud) di John Huston (1962)

## Doppiatori italiani
- Giuseppe Rinaldi in Contrattacco, I rinnegati
- Bruno Persa in Freud - Passioni segrete
- Sergio Di Stefano in Bellezze in cielo (ridoppiaggio)